# (474119) 2016 LT50
(474119) 2016 LT50 es un asteroide perteneciente al cinturón de asteroides, descubierto el 9 de octubre de 2008 por el equipo del Mount Lemmon Survey desde el Observatorio del Monte Lemmon, Arizona, Estados Unidos.

## Designación y nombre
Designado provisionalmente como 2016 LT50.

## Características orbitales
2016 LT50 está situado a una distancia media del Sol de 2,591 ua, pudiendo alejarse hasta 2,972 ua y acercarse hasta 2,209 ua. Su excentricidad es 0,147 y la inclinación orbital 12,46 grados. Emplea 1523 días en completar una órbita alrededor del Sol.

## Características físicas
La magnitud absoluta de 2016 LT50 es 16,631.